# Musée du village de Chisinau
 (signalé en mai 2025).
Si vous disposez d'ouvrages ou d'articles de référence ou si vous connaissez des sites web de qualité traitant du thème abordé ici, merci de compléter l'article en donnant les références utiles à sa vérifiabilité et en les liant à la section « Notes et références ».
- Archive Wikiwix
- Bing
- Cairn
- DuckDuckGo
- E. Universalis
- Gallica
- Google
- G. Books
- G. News
- G. Scholar
- Persée
- Qwant
- (zh) Baidu
- (ru) Yandex
- (wd) trouver des œuvres sur Wikidata

 (mai 2023).
Le musée du village de Chisinau (en roumain Muzeul satului din Chișinău) est un musée en plein air, situé à la périphérie sud de Chisinau (secteur Botanica). Le musée a été inauguré le 18 mai 1995, dans le but de reconstituer le village de Bessarabie des XVIIIe et XIXe siècles. Le complexe muséal est en construction depuis longtemps, n’ayant jusqu’à présent qu’un seul monument: une église en bois construite en 1642, apportée de Hirişeni (district de Telenești) afin d’être restaurée et sauvée des intempéries.

## L’église en bois de Hirişeni
L’église en bois de l’Assomption de la Vierge Marie à Hirișeni est un édifice religieux construit en 1642, situé aujourd’hui dans le musée du village de Chisinau.

### Histoire
Elle a été fondée en 1642 au monastère de Hîrjauca. En 1821, elle a été transférée à la commune de Hirişeni dans le district de Telenesti, où elle a servi les habitants jusqu’en 1928, date à laquelle une église en pierre a été construite dans la localité. L’église en bois a continué à être utilisée comme chapelle de cimetière.

### Restauration
Au début du XXIe siècle, l’Église était dans un état déplorable. Privé de toit, le bois était visiblement affecté par la pluie et les chutes de neige. Le Musée national d’ethnographie et d’histoire naturelle a mené de longues discussions avec les habitants afin de pouvoir déplacer l’église à Chisinau. Cela s’est produit à la mi-2009, après quoi les travaux de restauration ont commencé immédiatement. Le projet de restauration, dirigé par les architectes Eugen Bâzgu et Sergiu Vornicov, a été réalisé par une équipe qui avait déjà l’expérience de la restauration de l’église en bois de Palanca, dans le district de Calarasi.  Les restaurateurs voulaient conserver autant d’éléments originaux de l’église que possible, de sorte que les anciennes poutres ont été traitées avec des matériaux spéciaux pour leur donner une durabilité, et la structure d’origine a été préservée à un taux de 75%. Seul le toit a été complètement changé.
La consécration de la demeure dans le nouveau lieu a eu lieu à l’automne 2011, dédiée à l’Assomption de la Vierge Marie. C’est le plus ancien monument ecclésiastique de la République de Moldavie, ainsi que la plus grande église en bois du pays, avec une hauteur de 27 mètres. A l'heure donnée, l’église est, selon le secrétaire scientifique du Musée national d’ethnographie et d’histoire naturelle Varvara Buzila, la seule de son genre en République de Moldavie. « Son style est moldave, de type nordique, et elle se rapproche de la tradition des églises du nord de la Moldavie, de Bucovine si vous voulez. Aujourd’hui, nous n’avons pas d’autre église de ce type, aussi haute et bien proportionnée », a déclaré Varvara Buzila. Il y avait une église similaire dans le quartier Telenesti, mais elle a été démolie dans les années 1980.

## Galerie

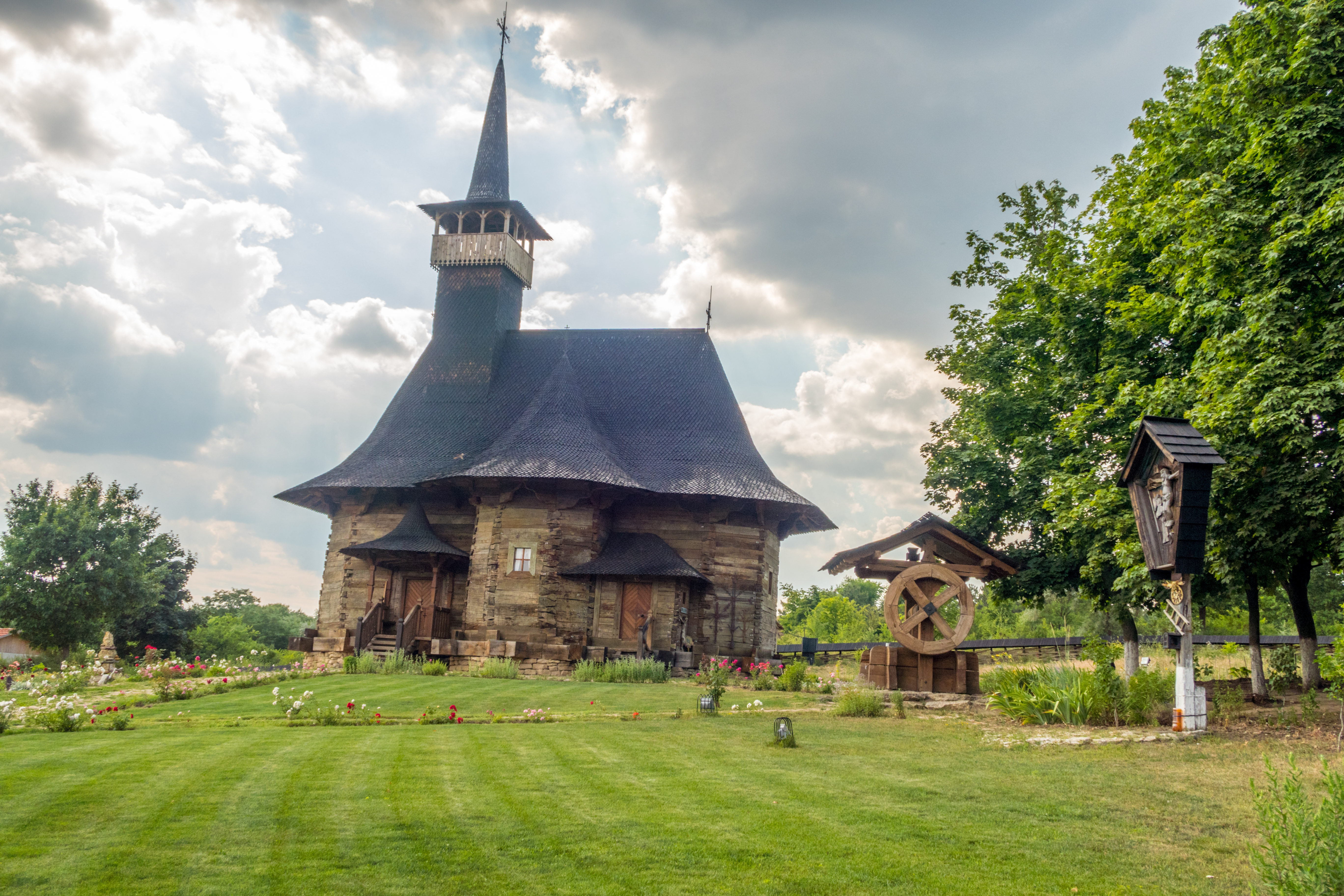
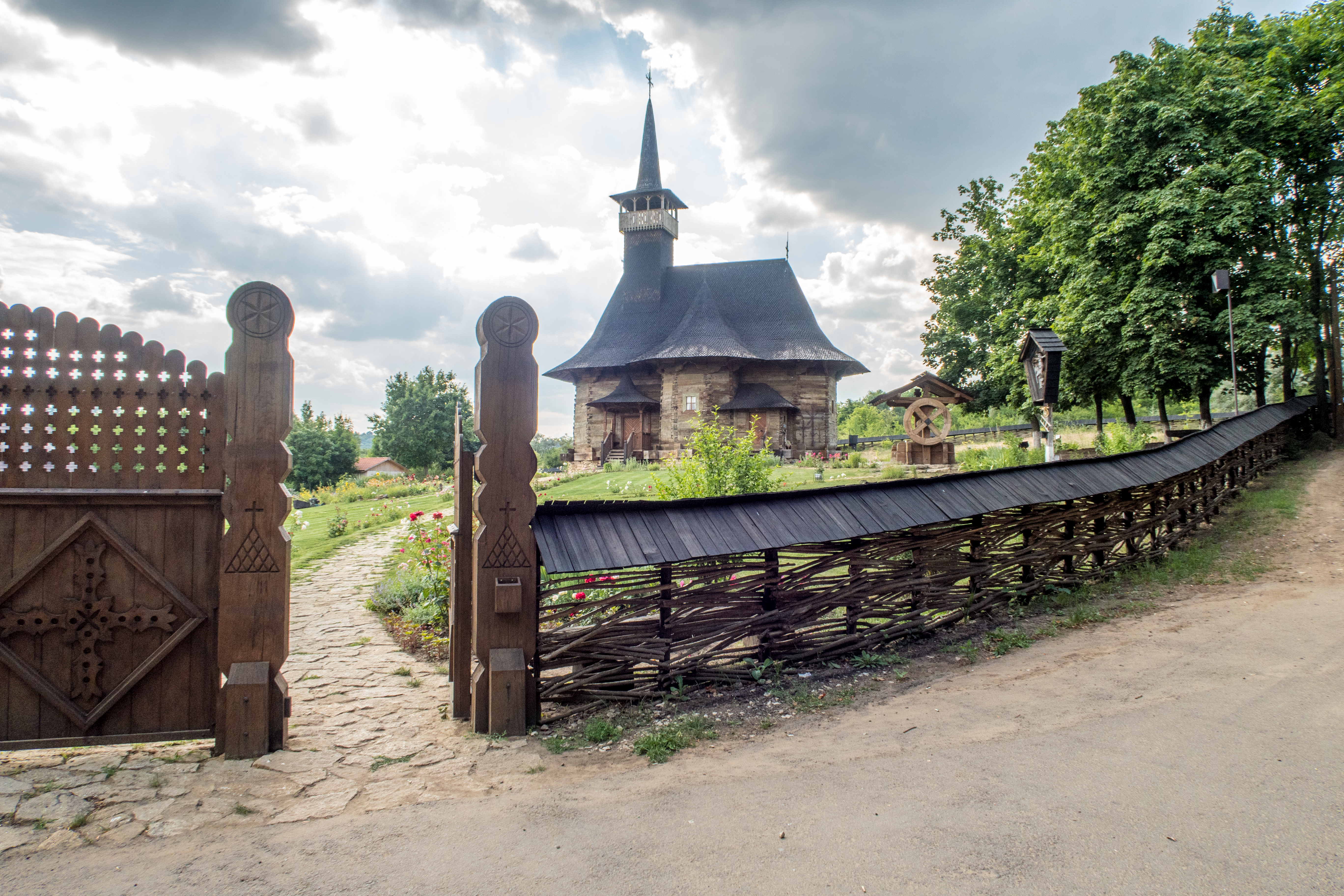
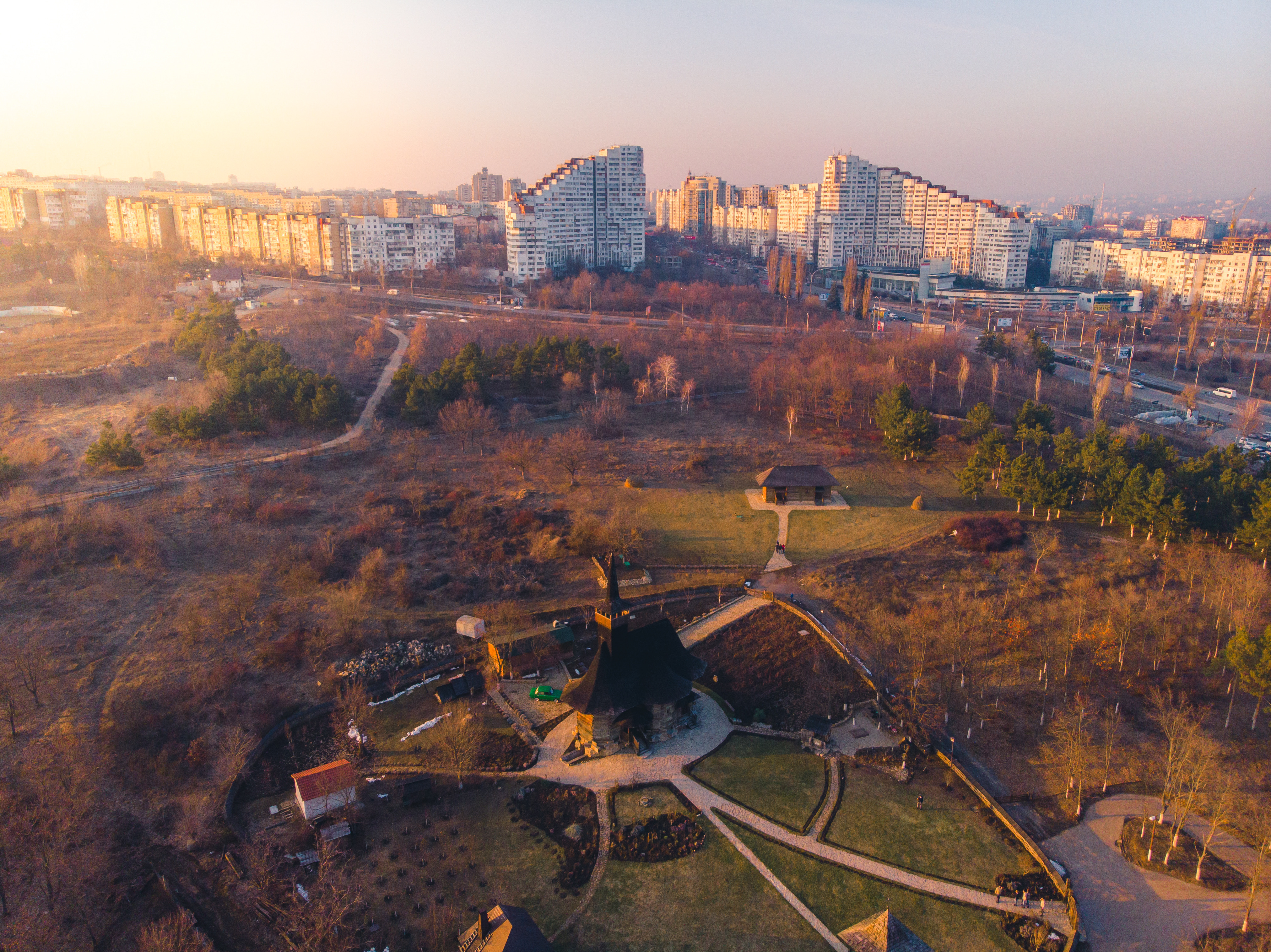
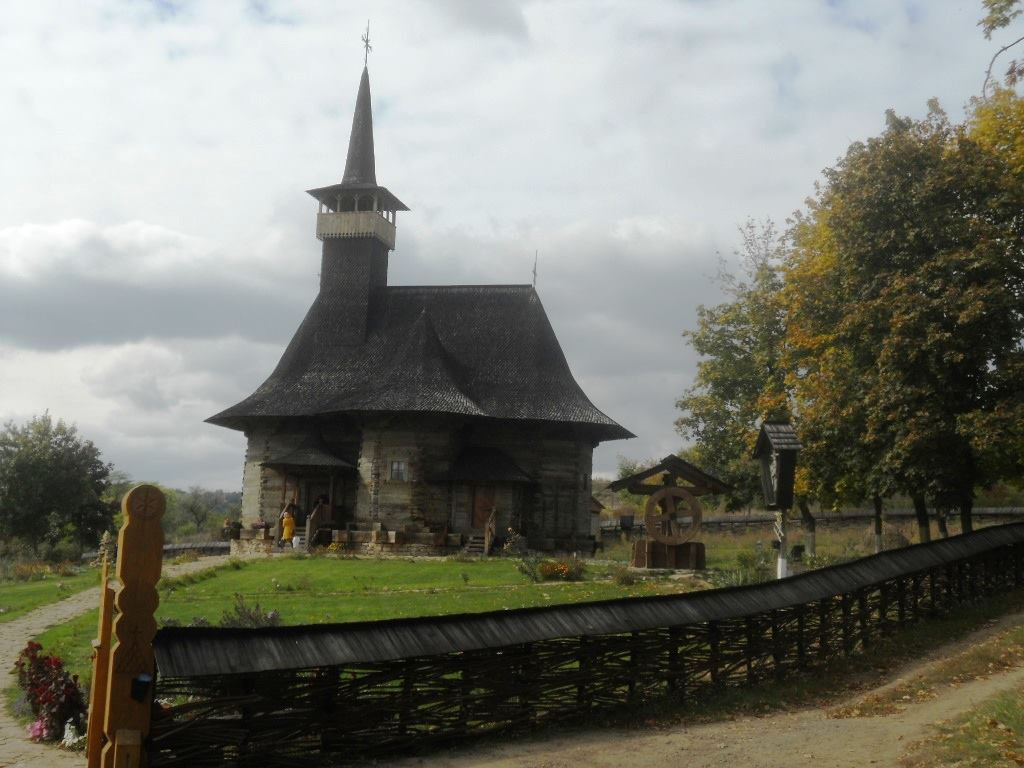